# Martina Willing
Martina Monika Willing (* 3. Oktober 1959 in Pasewalk, Bezirk Neubrandenburg, DDR) ist eine deutsche Para-Leichtathletin, die im Speerwurf, Diskuswurf sowie im Kugelstoßen antritt. Bis 1994 trat sie in der Startklasse F11 an, anschließend in der Klasse F56. Willing ist mehrfache Paralympics-Siegerin, mehrfache Weltmeisterin sowie Europameisterin und stellte zahlreiche Weltrekorde auf.

## Leben

### Privat
Willing lebte seit ihrer Geburt mit einer Sehstörung. Im Alter von 21 Jahren erblindete sie vollständig. Bei den Winter-Paralympics 1994 im norwegischen Lillehammer stürzte sie im abschließenden Skilanglauf-Einzelrennen und musste sich zur Behandlung einer Knieoperation unterziehen. Eine durch die Betäubungsspritze ausgelöste Blutung im Rückenmark führte dabei zur Querschnittlähmung.
Martina Willing arbeitete als Bioenergetikerin, ist in Rente und wohnt in Brandenburg an der Havel.

### Sportkarriere
1981 fand Willing den Einstieg in den Behindertensport – damals noch in den Klassifizierungen C4 und F11 –, startete erstmals 1985 international für die DDR. Sie gewann 1992 in Barcelona ihre erste paralympische Medaille, wo sie sich den Titel im Speerwurf sicherte und dabei einen Weltrekord aufstellte. Sie benötigte knapp ein Jahr zur psychischen Bewältigung ihres Unfall und der zusätzlichen Behinderung ab 1994. Es gelang ihr jedoch eine Fortsetzung ihrer sportlichen Erfolge. So konnte sie bereits bei den darauf folgenden Paralympics 1996 in Atlanta abermals die Goldmedaille im Speerwurf gewinnen – in ihrer neuen Klasse F56 war sie im Wettkampf die einzige blinde Athletin. Es folgten zahlreiche Medaillen, darunter ein paralympischer Titel im Speerwurf 2008 in Peking und weiteren Austragungen der Sommer-Paralympics. Auch bei den IPC-Welt- und Europameisterschaften gehört Willing seit 1998 regelmäßig zu den Besten in ihren drei Disziplinen.
Zudem kehrte sie auch in den Wintersport zurück und fährt dort Sitz-Ski (Skischlitten) mit Begleiter.
Bei den Paralympics 2016 gewann sie im Speerwurf die Silbermedaille. Dafür erhielt sie am 1. November 2016 das Silberne Lorbeerblatt.
2017 errang sie Bronze im Speerwurf bei den IPC-Weltmeisterschaften in London.
2018 holte Willing bei den IPC-Europameisterschaften in Berlin jeweils Silber mit Kugel, Diskus und Speer.

## Vereinszugehörigkeiten
Willing startet seit 2013 für den Brandenburgischen Präventions- und Rehabilitationssportverein (BPRSV) in Cottbus und war zuvor beim SC Potsdam. Viele Jahre trainierte Willing bei der SG Stahl Brandenburg, wo sie Ehrenmitglied ist.

## Auszeichnungen
- 1996: Verdienstmedaille des Bundesverdienstkreuzes[7]
- 1997: Georg von Opel-Preis[8]
- 2000: Whang Youn Dai Achievement Award[9]
- 2001: Goldenes Band der Sportpresse[10]
- 2014: Verdienstorden des Landes Brandenburg[7]

## Weltrekorde
Willing stellte zahlreiche Rekorde auf. Noch 2018 hielt sie mit 24,03 m den Weltrekord im Speerwurf und die Europarekorde beim Diskuswurf (24,23 m) und Kugelstoßen (9,03 m).
| Disziplin         | Ort       | Weite / Punkte | Datum              |
| ----------------- | --------- | -------------- | ------------------ |
| Kugelstoßen – F56 | Berlin    | 8,92 m         | 16. Juni 2012      |
| Speerwurf – F56   | Berlin    | 24,03 m        | 13. Juni 2008      |
| Speerwurf – F55   | Bern      | 22,71 m        | 21. August 1999    |
| Speerwurf – F11   | Barcelona | 38,62 m        | 6. September 1992  |
| Fünfkampf – F11   | Barcelona | 2182 p         | 11. September 1992 |